# Guillaume VI de Vienne
Guillaume VI de Vienne  est un prélat français, archevêque de Rouen.

## Famille
Originaire de Bourgogne, il est le fils de Guillaume, seigneur de Roulans et de Claude (Marguerite) de Chaudenay. Une de ses sœurs, Jeanne de Vienne (†1360), est l'épouse de Jean III de Nans. Une autre, Marguerite de Vienne épouse Robert de Saint-Beuve, chevalier et seigneur de Saint-Beuve, puis Georges, seigneur de Clères. Son frère est l'amiral de France Jean de Vienne († 1396) ,. Il est le neveu de Jean de Vienne († 1382), archevêque de Besançon.

## Biographie
Moine de Saint-Martin d'Autun, il en devient ensuite abbé. Vers 1375, il devient l'abbé de Saint-Seine, fonction qu'il occupe jusqu'en 1379.
Il est nommé par bulles de Clément VII le 11 février 1379 évêque d'Autun. Il quitte l'évêché le 26 août 1387 pour celui de Beauvais, où il ne restera que peu de temps. Le 29 mars 1389, Guillaume de Vienne est nommé archevêque de Rouen. Il ne prend pas possession avant novembre 1389. Le Gallia Christiana date son entrée solennelle en 1393. Il est toutefois présent au manoir de Déville dès août 1389.
Il assiste à la première ambassade auprès du nouveau pape Benoît XIII en 1394. Il est également présent au couvent des Célestins d’Avignon lors de la mise en sépulture du corps de Clément VII en septembre 1401. Il célèbre la messe dans la Sainte-Chapelle lors du couronnement de la reine Isabeau de Bavière, épouse du roi de France Charles VI. Il est également présent à Rouen lors du transfert des reliques de saint Louis.
Il meurt le 18 février 1407 dans l'hôtel des archevêques de Rouen à Paris,,. Il est inhumé à l'abbaye de Saint-Seine où sa dépouille dans un important tombeau avec un gisant. Endommagé à la Révolution, il est détruit au XIXe siècle.

## Héraldique
Ses armes sont: de gueules à l'aigle d'or.